# 树头花
树头花（学名：Murdannia stenothyrsa）是鸭跖草科水竹叶属的植物，为中国的特有植物。分布于中国大陆的四川、云南等地，生长于海拔1,700米至2,700米的地区，多生长于杂木林内、开旷山坡和水稻田边，目前尚未由人工引种栽培。